# Нурабадский район (Таджикистан)
Нураба́дский район (тадж. Ноҳияи Нуробод) — район республиканского подчинения в Таджикистане.
Районный центр — посёлок городского типа Дарбанд (до 1998 г. — районный центр располагался в селе Мехробод), расположенный в 135 км восточнее города Душанбе. Территория Нурабадского района составляет 928 км².
В русскоязычных СМИ Таджикистана также встречается другой вариант русского названия — Нурободский район.

## История
Исторически регион назывался Дарбанд. В средние века в Дарбанде была расположена пограничная крепость или контрольно-пропускной пункт. Термин «дарбанд», отраженный в названии региона, связан именно с этими понятиями и образован из слов «дара» и «банд», то есть «преграда в ущелье».
Находившаяся в городе крепость играла роль пограничного пункта и вместе с ущельем, стеной и крепостью Рашт, входила в единую систему естественных рубежей и оборонительных сооружений, преграждавших путь тюрков-кочевников, совершавших набеги на таджикские земли.
Образован 19 января 1936 года как Дарбандский район в составе Таджикской ССР и практически сразу был переименован в Комсомолабадский район. В 1938—1939 годах входил в Гармский округ, а в 1939—1955 годах — в Гармскую область. 28 сентября 1955 года к Комсомолбадаскому району была присоединена часть территории упразднённого Тавильдаринского района, а 4 марта 1959 года — часть территории упразднённого Оби-Гармского района.
В 1991 году было возвращено историческое название — Дарбандский район. 26 февраля 1991 года из восточной части района был выделен Тавильдаринский район.
Постановлением Маджлиси Милли Маджлиса Оли Республики Таджикистан № 390 от 7 апреля 2003 года переименован в Нурабадский район.

## География
Нурабадский район расположен в Раштской долине. На севере граничит с Раштским районом, на западе — с Вахдатским и Рогунским районами, на востоке — с районом республиканского подчинения Сангвор, на юге — с Бальджуванским районом Хатлонской области.

## Население
Население по оценке на 1 января 2016 года составляет 74 200 человек, в том числе городское — в посёлке Дарбанд — 1,7 % или 1200 человек.
| Численность населения | Численность населения | Численность населения | Численность населения | Численность населения | Численность населения | Численность населения | Численность населения |
| 1939                  | 2003                  | 2004                  | 2005                  | 2006                  | 2007                  | 2008                  | 2009                  |
| --------------------- | --------------------- | --------------------- | --------------------- | --------------------- | --------------------- | --------------------- | --------------------- |
| 20 945                | ↗59 600               | ↗60 400               | ↗61 700               | ↗63 100               | ↗64 300               | ↗66 000               | ↗67 100               |
| 2019                  | 2020                  | 2021                  | 2022                  |                       |                       |                       |                       |
| ↗80 100               | ↗82 100               | ↘70 900               | ↗72600                |                       |                       |                       |                       |

## Административное деление
В состав Нурабадского района входят 1 посёлок городского типа Дарбанд и 8 сельских общин (тадж. ҷамоат):
| Административное деление Нуробадского района |                  |
| Сельский джамоат                             | Население (2017) |
| Дарбанд, пгт                                 | 1849             |
| Изатулло Халимова                            | 8 208            |
| Мехробод                                     | 15 670           |
| Муджихарф                                    | 17 559           |
| Сафедчашма                                   | 8 015            |
| Хумдон                                       | 11 631           |
| Хакими                                       | 13 666           |

Главой Нурабадского района является Председатель Хукумата, который назначается Президентом Республики Таджикистан. Главой правительства Нурабадского района является Председатель Хукумата. Законодательный орган Нурабадского района — Маджлис народных депутатов, который избирается всенародно на 5 лет.